# Innenlader

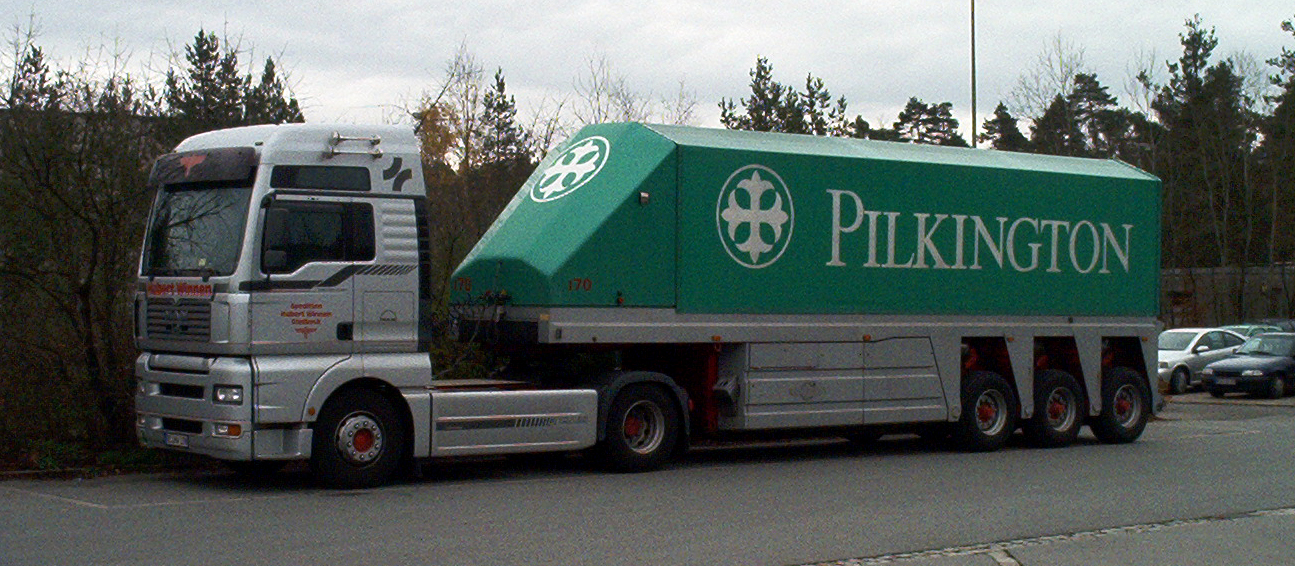
MAN-Zugmaschine mit Innenlader zum Transport von Floatglas

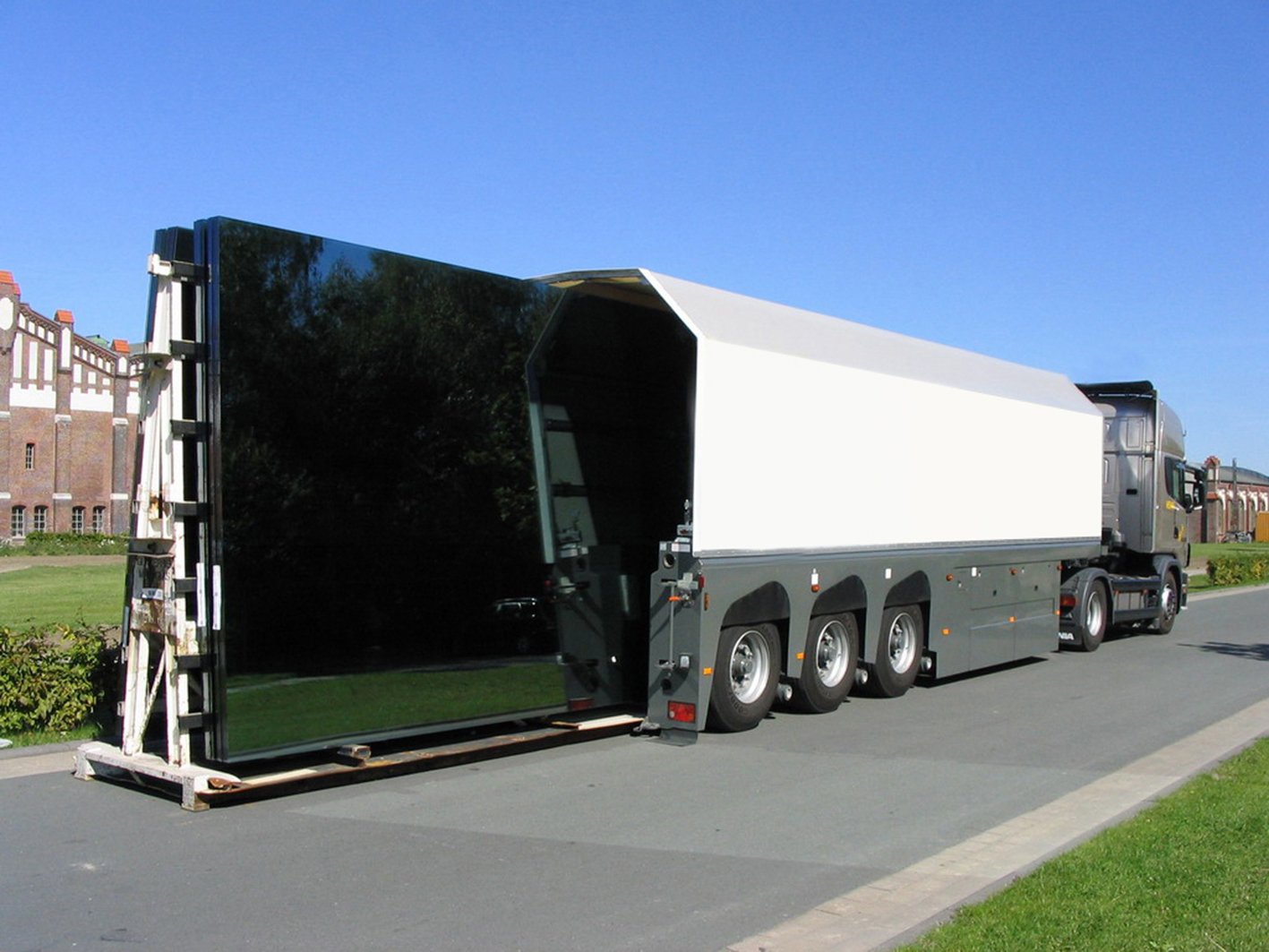
Glas-Innenlader für Flachglas. Aerodynamisch günstig nach vorn gelegte Stirnwand. Oben abgeschrägte Kontur passend zu Eisenbahn-Lichtraumprofil.

Der Innenlader ist eine spezielle Form des Sattelaufliegers, der es ermöglicht, besonders hohe bzw. breite Frachtstücke aufrecht stehend zwischen den Rädern stehend zu transportieren. Zu diesem Zweck sind die Räder nicht durch durchgehende Achsen miteinander verbunden, sondern an Einzelradschwingen an einem längs verlaufenden Rahmenprofil federnd aufgehängt, siehe auch Einzelradaufhängung. Das linke und das rechte Rahmenprofil sind nur am vorderen Ende miteinander verbunden, so dass dazwischen Platz verbleibt, um Frachtstücke hochkant zwischen die Profile zu laden. Das Fahrgestell hat in Draufsicht daher etwa die Form einer Stimmgabel ohne Griff.
Verwendet werden Innenlader insbesondere zum Transport von großen Glasscheiben (Floatglas) bis zu einer Höhe von 3.600 mm. Glasscheiben werden immer stehend transportiert und können auf konventionellen Sattelaufliegern nur bis zu einer Höhe von 2.950 mm transportiert werden.
Innenlader werden auch zum Transport von kleineren Schiffen sowie von Beton-Fertigteilen eingesetzt.

## Doppelstock-Innenlader
Eine weitere Variante ist der Doppelstock-Innenlader. Das Fahrgestell besteht hier nicht aus zwei parallelen Rahmenprofilen, sondern aus einer tiefliegenden Bodengruppe mit seitlichen Radkästen, in denen die Räder einzeln aufgehängt sind. Auf Bodengruppe bzw. Fahrgestell wird ein Kofferaufbau errichtet. Die Innenhöhe zwischen den Radkästen beträgt ca. 3.700 mm. Indem der Aufbau mit einem Zwischenboden unterteilt wird, ergeben sich zwei gleich hohe Ladedecks mit je 1.825 mm Höhe. Das Oberdeck hat somit die Abmessungen von L×B×H 13.600 mm × 2.450 mm × 1.825 mm. Im Oberdeck können 33 Europaletten oder 54 Rollbehälter (720 mm × 820 mm) geladen werden.
Das Unterdeck wird nach vorne durch die Kröpfung zur Sattelplatte und hinten durch die Radkästen eingeschränkt. Dennoch können im Unterdeck 22 Europaletten oder 33 Rollbehälter geladen werden.
In Summe kann ein Doppelstock-Innenlader also 55 Europaletten oder 87 Rollbehälter laden. Das sind ca. 66 % mehr als ein konventioneller Sattelauflieger.
Der Doppelstock-Innenlader hat ein Leergewicht von ca. 10.500 kg und hat somit eine Nutzlast von ca. 21.500 kg (bei SZM-Gewicht von ca. 8.000 kg).
In Fahrstellung beträgt die Ladehöhe des Unterdecks ca. 300 mm, die des Oberdecks ca. 2.145 mm. Die meisten Verladerampen an den Lagerhäusern haben eine Höhe von ca. 1.300 mm. Damit die Beladung an jeder Rampe und auch ebenerdig funktionieren kann, hat der Doppelstock-Innenlader einen Vertikallift. Das Plateau des Vertikallifts verschließt in geschlossenem Zustand das Heckportal und kann aus dieser Position in die Waagrechte verfahren werden. In dieser waagrechten Plateaustellung kann der Vertikallift auf das Niveau des Oberdecks, des Unterdecks und auf das Niveau der Laderampe fahren.